# Олексій (Дородніцин)

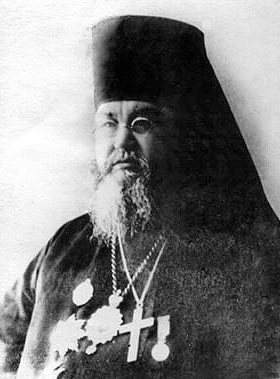
Архієпископ Олексій (Дороднìцин)

Архієпископ Олексій (світське ім'я Анемподіст Якович Дородніцин), (2 листопада 1859 с. Успенське Слов'яносербської повіту Катеринославської губернії — січень 1919, Новоросійськ) — український православний церковний діяч, архієпископ Володимирський та Суздальській. Духовний письменник і богослов. Один з організаторів створення УАПЦ

## Біографія
Народився 2 листопада 1859 року в родині священика Катеринославської єпархії. Закінчив Катеринославську духовну семінарію.
1885 року закінчив Московську Духовну Академію зі ступенем кандидата богослов'я, та з правом отримання ступеня магістра без нового усного випробування.
1886  року був призначений на посаду вчителя до Херсонського Духовного училища. З червня 1890 року (одночасно з викладацькою діяльністю) був протиштундистським місіонером Херсону та околиць.
1890 року представив до Ради Московської Академії на здобуття ступеня магістра богослов'я працю «Церковно-законодавча діяльність Карла Великого». 1891 — був затверджений Святішим Синодом у вченому ступені магістра богослов'я.
У березні 1902 року був пострижений у монашество з ім'ям Алексій, в тому ж році висвячений у ієромонахи; в серпні призначений інспектором Ставропольської Духовної семінарії.
У вересні 1903 року отримав призначення на посаду ректора Литовської Духовної семінарії з возведенням у сан архімандрита.
30 травня 1904 року в Харківському кафедральному соборі його було висвячено на єпископа Сумського, вікарія Харківської єпархії. Хіротонію здійснили архієпископ Харківський Арсеній (Брянцев), єпископ Таврійський Микола (Зіоров), єпископ Катеринославський Сімеон (Покровський) та інші.
З 18 липня 1905 року — єпископ Єлизаветградський, вікарій Херсонської єпархії.
З 27 серпня того ж року — єпископ Чистопольський, перший вікарій Казанської єпархії; 5 вересня був призначений ректором Казанської Духовної Академії.
З 17 січня 1912 року — єпископ Саратовський та Царицинський.
20 липня 1914 року — архієпископ Володимирський та Суздальський.
Займався науковою роботою, написав багато богословських праць. Зокрема, вивчав церквоне право, Талмуд, намагаючись зрозуміти причину ворожого ставлення євреїв до християн. Будучи єпископом Саратовським иа Царицинським, ректором Казанської Духовної академії, 1913 року опублікував результати свого дослідження у «Додатках до церковних відомостей» (СПб, 1913, N44) під заголовком «Мораль Талмуду».
Весною 1917 року з'їзд духовенства і мирян єпархії зажадав видалення архієрея за «деспотичне» управління і грубе поводження з духовенством, а також у зв'язку із звинуваченнями в близькості до Г. Є. Распутіна. Святійший Синод був змушений звільнити його на спокій і призначити вибори єпископа, за результатами яких, Володимирську кафедру зайняв архієпископ Сергій (Страгородський).
Восени 1917 року самовільно поселився в Києво-Печерській лаврі і, за підтримки Центральної Ради, намагався захопити церковну владу в Києві і оголосити автокефалію в Україні, очоливши наприкінці 1917 року Всеукраїнську церковну раду, почесним головою якої він був обраний . 7 січня 1918 за непослух священоначалія і порушення канонів був позбавлений сану Всеукраїнським церковним собором, які проходили під головуванням митрополита Київського Володимира (Богоявленського) († 25 січня 1918). Виступав проти останнього; проте новим митрополитом Київським і Галицьким після загибелі митрополита Володимира було обрано не він, а митрополит Харківський Антоній (Храповицький).
Після Лютневої революції 1917 року в Україні набрав сили церковний рух за українізацію православного життя та за незалежність від Московського патріархату. На першому Всеросійському з'їзді духовенства і мирян (червень 1917 року) делегати десяти українських єпархій внесли текст декларації з проголошенням автокефалії та українізації. Тоді ж почалася підготовка до всеукраїнського з'їзду.
В середині 1917 року архієпископ Олексій видає перший молитовник українською мовою.
23 листопада 1917 року, при Софійській митрополичій кафедрі була створена Всеукраїнська православна рада, яку очолив архієпископ Олексій Дородніцин. До ради також увійшли протоієреї Василь Липківський, Олександр Маричів та інші духовні та світські діячі.
Уперше ідею апеляції до арбітражу Константинополя при врегулюванні питання статусу
православної церкви в Україні висловив у грудні 1917 року саме архієпископ Олексій (Дородніцин). Як історик церкви, він прекрасно знав усі суперечливі моменти пов'язані із підпорядкуванням Київської митрополії Московському патріархату та можливості перегляду канонічних відносин між Петербургом (Москвою) та Києвом. Однак урядової підтримки докінця 1918 року ця ідея не здобула.
Зусиллями ради, на початку 1918 року в Києві було скликано Всеукраїнський Церковний Собор, який виступив за створення незалежної від московського патріархату української церкви. Однак, 19 січня робота Собору перервалася наступом більшовиків на Київ.
1918 року — був головою українського православного Братства Воскресіння Христового, що активно виступало за створення Української Автокефальної Православної Церкви.
Помер за нез'ясованих обставин 1919 року в Новоросійську. Згідно спогадів архієпископа Євлогія(Георгіївський) помер від паралічу серця чин похорону звершував цей же ж ієрарх.

## Праці
- Церковно-законодавча діяльність Карла Великого. М., 1891. (Магістерська дисертація);
- Досвід протівоштундістского катехізис. Катеринослав, 1889.
- Шалопутская громада. М., 1891; Казань, 1906.
- Южно-російська необаптізм, відомий під ім'ям «штунди». Ставрополь, 1903.
- Візантійські церковні мистики XIV століття. Викл. Григорій Палама, Микола Кавасіла і викл. Григорій Синай. Казань, 1906, «Православний співрозмовник».